# Niedźwiedziniec (Lińsk)
Niedźwiedziniec – osada wsi Lińsk w Polsce, w województwie kujawsko-pomorskim, w powiecie tucholskim, w gminie Śliwice.
Do 2024 r. miejscowość była osadą. W latach 1975–1998 miejscowość administracyjnie należała do województwa bydgoskiego.